# 남하초등학교
남하초등학교는 대한민국 경상남도 거창군 남하면 무릉리에 있는 공립 초등학교이다.

## 학교 연혁
- 1930년 9월 1일 남하공립보통학교(4년제) 개교(설립인가 8월 1일)
- 1933년 3월 24일 제1회 졸업식(4년제, 17명)
- 1938년 4월 1일 남하공립심상소학교(6년제) 개칭
- 1940년 3월 23일 제6회 졸업식(6년제, 35명)
- 1941년 4월 1일 남하공립국민학교로 개칭
- 1980년 3월 1일 병설유치원 개원
- 1991년 3월 1일 둔마분교장 본교 편입
- 1993년 3월 1일 지산분교장 본교 편입
- 1994년 3월 1일 둔마분교장 통합
- 1996년 3월 1일 남하초등학교로 개칭
- 1998년 3월 1일 지산분교장 통합

## 참고 자료
- 남하초등학교 - 한국교육학술정보원 학교알리미